# Doesn't Really Matter
"Doesn't Really Matter" là bài hát của ca sĩ nhạc R&B-pop Janet Jackson. Bài hát được viết cho nhạc nền của bộ phim The Nutty Professor II: The Klumps (2000). Phát hành làm đĩa đơn vào tháng 5 năm 2000, bài hát sau đó cũng nằm trong album phòng thu thứ bảy của Jackson, All for You (2001). Bài hát sau đó đã leo lên vị trí số 1 trên bảng xếp hạng Billboard Hot 100, trở thành đĩa đơn đĩa đơn quán quân thứ 9 của cô tại Mỹ. Bài hát cũng giúp cho Jackson trở thành người đầu tiên trong lịch sử có đĩa đơn quán quân ở cả thập niên 1980, 1990 và 2000. Jackson đã biểu diễn bài hát này tại lễ trao giải MTV Video Music Awards năm 2000 cũng như trong 3 tour lưu diễn của mình, bao gồm: All for You Tour, Rock Witchu Tour và Number Ones: Up Close & Personal.

## Danh sách track và định dạng
Đĩa đơn CD promo tại Pháp(8023)
1. Radio Edit – 4:00

Đĩa đơn CD tại châu Âu(562 916-2)
1. Radio Edit – 4:00
2. Jonathan Peters Club Mix – 8:49

Đĩa đơn CD-Maxi tại châu Âu(562 915-2)
Australian CD single (5629152)
Japanese CD single (UICD-5001)
Taiwanese CD single (562915-2)
1. Radio Edit – 4:00
2. Rockwilder Mix – 5:04
3. Jonathan Peters Club Mix – 8:49
4. Doesn't Really Matter (Video)

Đĩa đơn 12" tại Vương quốc Anh(5629161)
1. Radio Edit – 4:00
2. Rockwilder Mix – 5:04
3. Jonathan Peters Club Mix – 8:49
4. Instrumental – 4:37
5. Spensane Get Up Extended Mix – 6:33
6. Jonathan Peters Soundfactory Dub – 8:31

Đĩa đơn 12" tại Mỹ(562 828-1)
UK 12" promo single (JJVP1)
1. Rockwilder Mix/Dance All Day Extended Mix – 5:01
2. Jonathan Peters Club Mix – 8:49
3. Spensane Get Up Extended Mix – 6:33
4. Rockwilder Instrumental – 4:59
5. Jonathan Peters Soundfactory Dub – 8:31
6. Spensane Get Up Dub Mix – 4:10

Đĩa đơn CD promo tại Mỹ (DEFR 15100-2)
1. Radio Edit – 4:00
2. Instrumental – 4:37
3. Call Out Research Hook – 0:10

Đĩa đơn CD tại Mỹ (314 562 846-2)
1. Soundtrack Version – 4:58
2. Rockwilder Mix/Dance All Day Extended Mix – 5:01
3. Jonathan Peters Club Mix – 8:49
4. Spensane Get Up Extended Mix – 6:33

## Các phiên bản chính thức
- Ban đầu/Phiên bản nhạc phim – 4:58
- Phiên bản Album (từ All for You) – 4:25
- Radio Edit – 4:16
- Radio Edit # 2 – 4:00
- Instrumental – 4:38
- Soundtrack to the Video – 4:36
- Jonathan Peters Club Mix – 8:49
- Jonathan Peters Soundfactory Dub – 8:31
- Spensane Get Up Extended Mix – 6:33
- Spensane Get Up Dub Mix – 4:10
- Rockwilder Mix/Dance All Day Extended Mix – 5:01
- Rockwilder Instrumental – 4:59
- Call Out Research Hook – 0:14

## Xếp hạng
| Bảng xếp hạng (2000)                   | Xếp hạng cao nhất |
| -------------------------------------- | ----------------- |
| Australian ARIA Singles Chart          | 28                |
| Belgian Ultratop 50 Singles (Flanders) | 28                |
| Belgian Ultratop 40 Singles (Wallonia) | 13                |
| Canadian Singles Chart                 | 6                 |
| Canadian RPM Singles Chart             | 2                 |
| Danish Singles Chart                   | 9                 |
| Dutch Top 40                           | 11                |
| French SNEP Singles Chart              | 40                |
| German Singles Chart                   | 23                |
| Irish Singles Chart                    | 21                |
| Italian FIMI Singles Chart             | 10                |
| New Zealand RIANZ Singles Chart        | 27                |
| Norwegian Singles Chart                | 13                |
| Swedish Singles Chart                  | 14                |
| Swiss Singles Chart                    | 17                |
| UK Singles Chart                       | 5                 |
| UK R&B Singles Chart                   | 2                 |
| U.S. Billboard Hot 100                 | 1                 |
| U.S. Billboard Hot R&B/Hip-Hop Songs   | 3                 |
| U.S. Billboard Pop Songs               | 3                 |
| U.S. Billboard Hot Dance Singles Sales | 9                 |

| Bảng xếp hạng (2000)   | Xếp hạng |
| ---------------------- | -------- |
| U.S. Billboard Hot 100 | 18       |